# As Leis da Mídia
O teórico canadense Marshall McLuhan (1911-1980), em parceria com seu filho Eric McLuhan, postulou a teoria sobre as Leis da Mídia que serve como base científica para as suas extensas observações sobre os artefatos humanos. As discussões começaram em 1970, e em 1975 foi publicado o primeiro rascunho em um jornal acadêmico. Somente oito anos após a morte do pai, Eric publicou o livro Laws of Media: The New Science.
Nele estão descritos os quatro efeitos (ou tétrade) identificados por McLuhan e que traduzem os impactos e implicações de uma nova tecnologia sobre a sociedade, ocorrendo de maneira inevitável e simultânea. São eles: aperfeiçoar (enhance), reverter (reverse), recuperar (retrieve) e obsolescer (obsolesce).

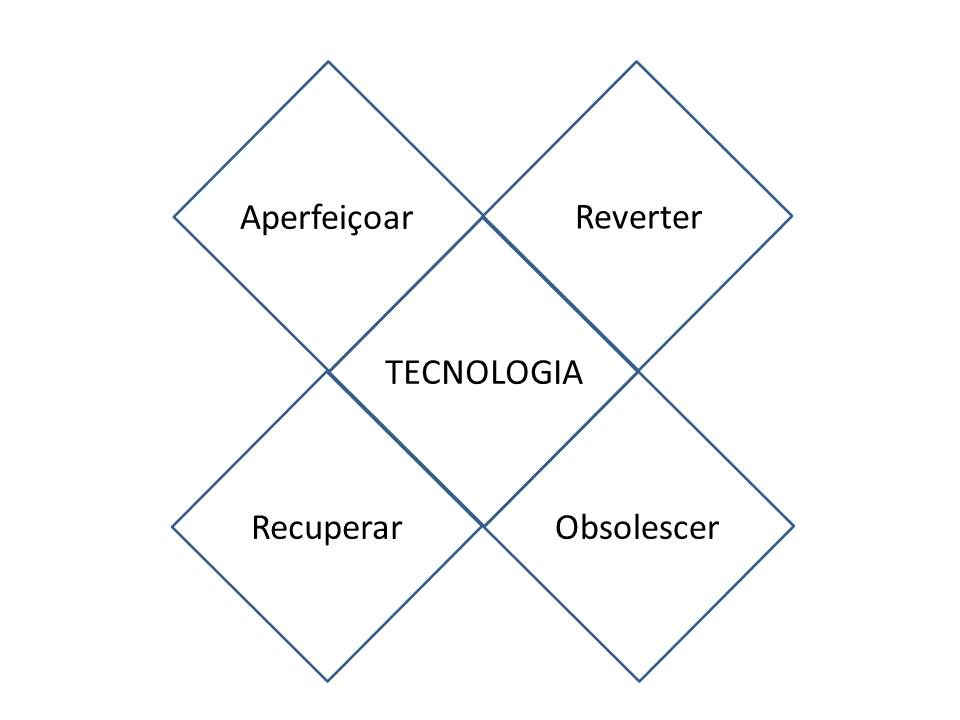
Tétrade

Em resumo, uma invenção aperfeiçoa alguma característica ou experiência humana e, com isso, torna obsoleto algum modo de fazer as coisas; ao mesmo tempo recupera um velho método ou experiência há muito abandonado, sem deixar de manifestar um efeito reverso ou oposto ao que se pretendia.

## Origem

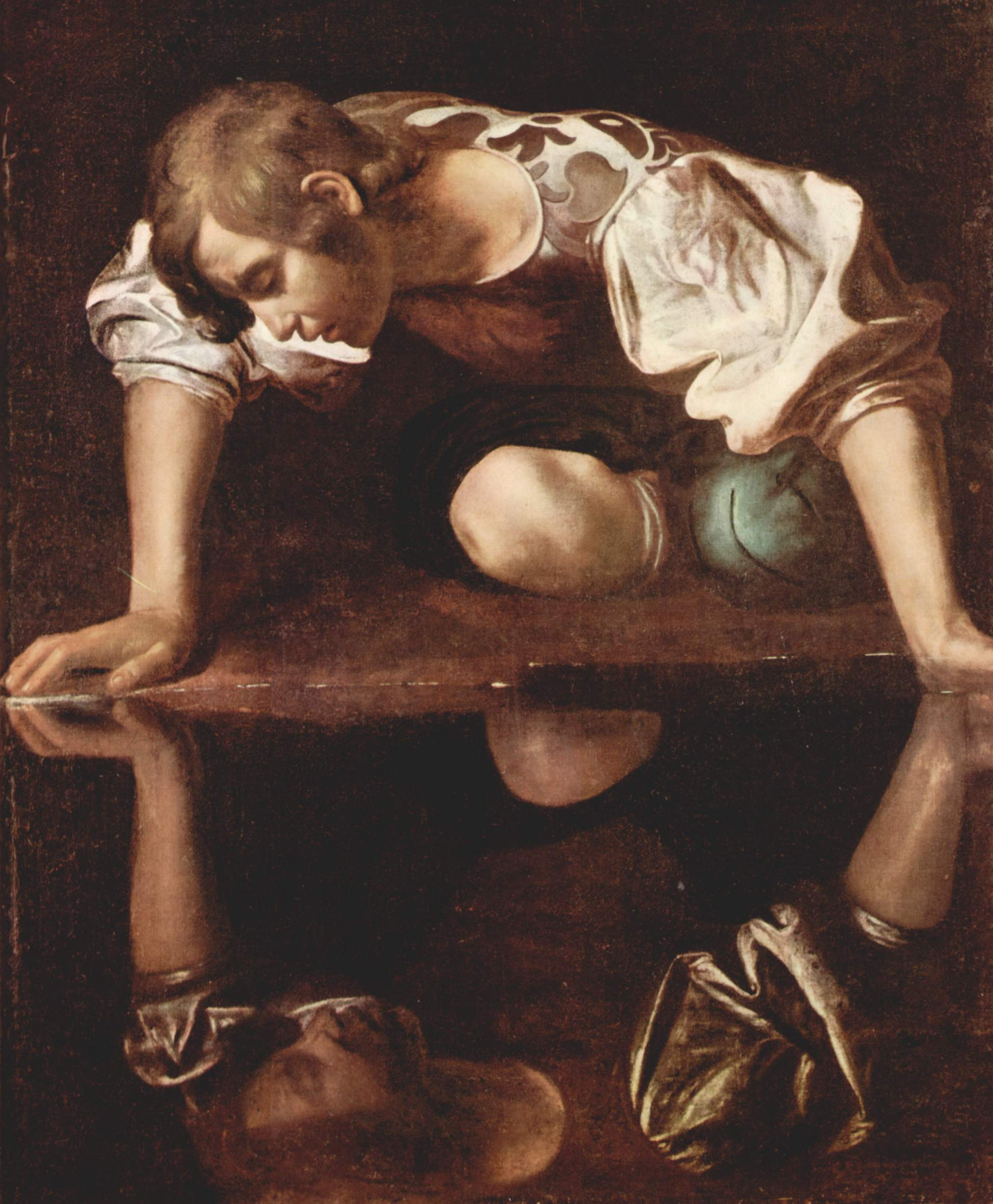
Narciso observa, absorto, seu próprio reflexo

Durante seus estudos, McLuhan constatou que as pessoas que criam novas tecnologias quase não consideram o impacto/consequência de sua criação. No documentário McLuhan´s Wake (Kevin McMahon e David Sobelman, 2002) – que trata das Leis da Mídia - o estudioso declara:
“Não podemos confiar em nossos instintos para coisas novas. Elas nos destruirão. (…) Estamos entorpecidos, sendo massageados por nossas próprias tecnologias. Como Narciso, ao se deparar com um reflexo que sequer sabia ser seu. No entanto, ao aguçar os sentidos para estudar o padrão das consequências deste enorme vórtice de energia em que estamos envolvidos, pode ser possível planejar uma estratégia de fuga e sobrevivência.”
Com esse propósito, de encontrar um padrão para as tecnologias que são criadas todo o tempo, é que os McLuhans se dispuseram a propor as Leis da Mídia. Segundo Eric, esse foi o início de uma nova ciência: a de Ecologia da Mídia.

## Quatro perguntas a responder
Segundo McLuhan, a melhor maneira de aplicar essas leis a uma dada tecnologia é transformá-las em perguntas. Abaixo estão traçadas as perguntas e algumas ideias do próprio teórico, extraídas do documentário McLuhan´s Wake.
Além disso, foram incluídas as conclusões de dois pesquisadores que utilizaram a tétrade para refletir sobre diferentes tecnologias: Nelia R. Del Bianco fala sobre o rádio e Thomas Hylland Eriksen, sobre a Internet.

### O que a nova tecnologia vai aperfeiçoar?
“As ferramentas funcionam como uma extensão do seu próprio corpo, de seu sistema nervoso. Elas melhoram você. E funcionam como um laço: você molda sua ferramenta, e ela te molda. O alfabeto, por exemplo, é uma extensão do olho humano.”
Del Bianco: O rádio intensifica a cultura oral, a fala humana. Ele está mais próximo do tribalismo.
Eriksen: Em um nível tecnológico, a Internet intensifica o fluxo de informações não-territoriais; em um nível social, intensifica a quebra das fronteiras (junto com a migração e o fortalecimento das entidades políticas supranacionais); e em nível cultural, intensifica a substituição de estruturas lineares e lógicas por outras paradigmáticas, não-lineares (ex: rave e techno).

### O que essa tecnologia vai tornar obsoleto?
Del Bianco: o rádio substitui a cultura da escrita. O impresso é a tecnologia do individualismo; o rádio é a tecnologia da tribo.
Eriksen: Em um nível tecnológico, a Internet torna obsoletas cartas, revistas, TV e, eventualmente, as viagens aéreas; em um nível social, torna obsoletas as esferas públicas nacionais; e em um nível cultural, torna obsoleto o "modelo sintagmático" dos mundos culturais, que os retrata como tradicionais, enraizados no passado, internamente coerentes e delimitados.

### O que essa tecnologia pode recuperar de tudo que perdemos?
“A tendência divertida da inovação tecnológica é rearranjar velhas culturas. Isso porque vivemos de ressurgimentos. Eles nos contam quem somos, ou quem fomos. (…) Os meios eletrônicos trazem de volta a aldeia do passado, onde você sabia todo sobre todos e as notícias chegavam rapidamente”

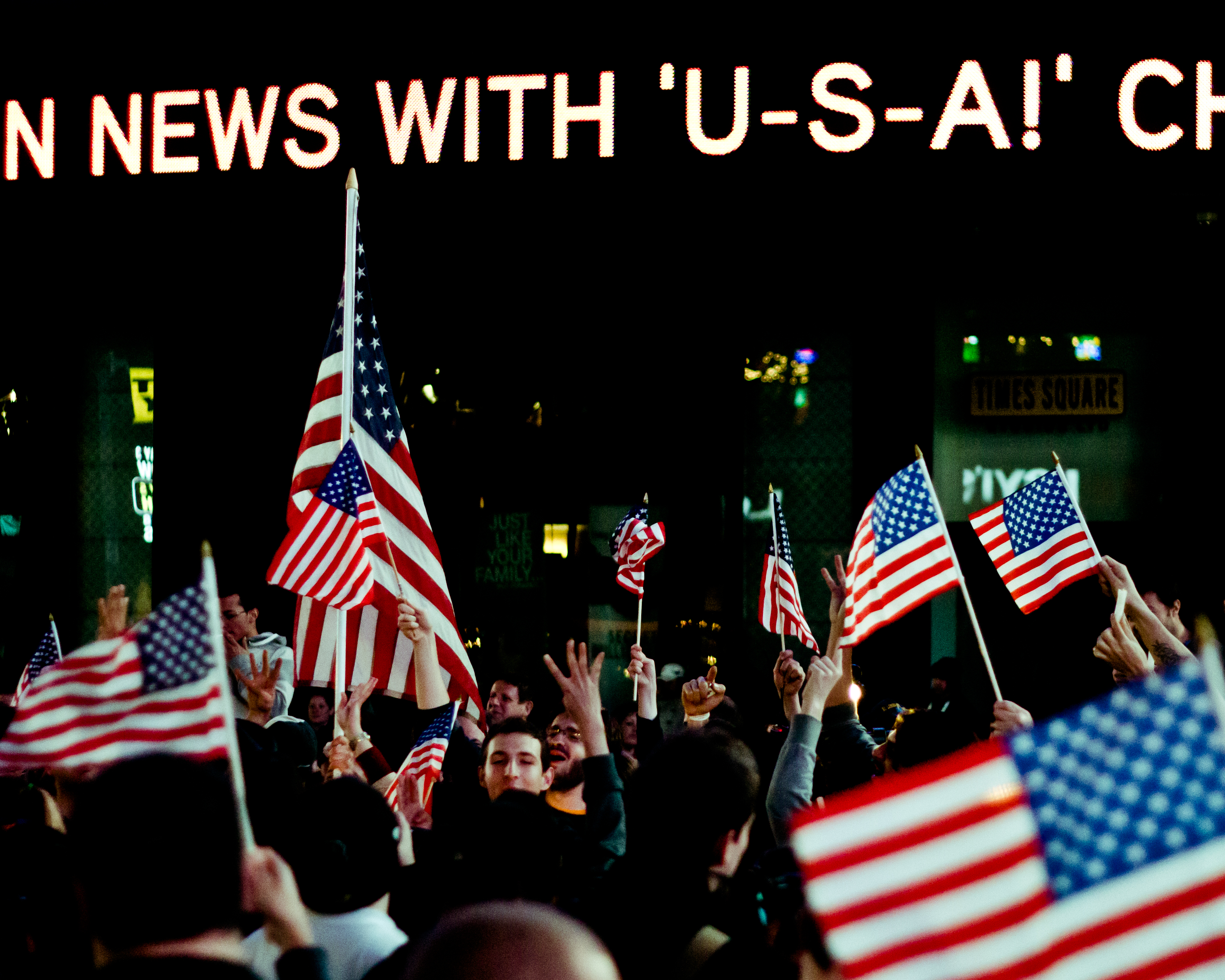
Comemoração na Times Square após a morte do "inimigo número 1" do povo americano: Osama Bin Laden

Essa é a ideia do conceito cunhado por McLuhan de Aldeia Global, na qual você não precisa estar em nenhum lugar específico, a fim de fazer tudo. As informações eletrônicas vêm de todas as direções, ao mesmo tempo.
“Nossos ancestrais viviam em um mundo mítico. A mídia eletrônica recupera a Era dos Deuses e Monstros. (…) A cobertura da mídia da Guerra do Vietnã, por exemplo, tornou-a uma ficção colossal. O risco dessa nova Era? Termos um embate entre Civilização e Tribalismo”
Del Bianco: O rádio resgata o sentido de comunidade, a voz do quarteirão, o localismo, a magia tribal antes soterrada na memória, o acesso ao mundo não visual, a comunicação íntima e particular de pessoa a pessoa.
Eriksen: Em um nível tecnológico, a Internet recupera informações baseadas em texto; em um nível social, recupera níveis sub-nacionais de integração social; e em um nível cultural, recupera o "homem pré-tipográfico", o intelecto humano liberto do livro.

### Como essa ferramenta vai se reverter quando levada ao limite?
Del Bianco: De meio criado originalmente para comunicação ponto a ponto, o rádio torna-se massivo, explosivo, mobilizador, um meio “quente” e rápido para transmitir informação, notícias e realizar prestação de serviços.
Eriksen: Em um nível tecnológico, a Internet transforma-se em um verdadeiro meio multimídia interativo, em tempo real; em um nível social, transforma-se em um local delimitado, em um mundo não-territorial; e em um nível cultural, transforma-se em uma racionalidade holística, não-linear e não-científica.

## Outros exemplos de aplicação da tétrade
- «Telefone, Televisão, TV à Cabo, Computador, entre outros exemplos» (em inglês)
- «Automóvel, Celular e Capitalismo (como Comportamento)» (em inglês)